# Fermepalaina
Fermepalaina is een geslacht van weekdieren uit de klasse van de Gastropoda (slakken).

## Soorten
- Fermepalaina nancena (Iredale, 1945)
- Fermepalaina pittensis (Iredale, 1945)